# Mugil incilis
Mugil incilis és un peix teleosti de la família dels mugílids i de l'ordre dels perciformes.

## Morfologia
Pot arribar als 40 cm de llargària total.

## Distribució geogràfica
Es troba a les costes de l'Atlàntic occidental (des de les Índies Occidentals fins al sud-est del Brasil).